# Rose-Claire Schüle
Rose-Claire Schüle, née Claire Rose Balderer le 24 décembre 1921 dans le 6e arrondissement de Paris et morte le 28 avril 2015 à Morges est une ethnologue suisse.

## Biographie
Elle fait des études en philologie romane, en arabe, persan et en turc ainsi qu'en ethnologie européenne ; en 1953, elle soutient une thèse doctorale en lettres à l'université de Bâle, consacrée au patois de Nendaz.
Lors la mobilisation générale en Suisse en novembre 1939, elle s'engage dans le scoutisme et commence des études de médecine, travaillant pour les hôpitaux militaires. Elle abandonne ses études de médecine et étudie les langues romanes. Au cours de sa carrière, elle fait des recherches sur le patois francoprovençal et l'ethnographie de la commune du Valais central Nendaz,. Elle crée l'association des patoisants de Val d'Aoste. En 1968, elle devient la première ethnologue au service de l’État du Valais. Elle est présidente de patrimoine suisse (Heimatschutz) (1978-1988) et directrice des Musées cantonaux à Sion (1979-1983). Elle participe à la fondation du musée du Grand Lens.

## Publications
- L'Inventaire lexicologique du parler de Nendaz (Valais) (3 vol.) : 
  - La Nature inanimée, la flore et la faune, vol. 1, Berne : Francke, 1963
  - L'Homme être physique, vol. 2, Basel ; Tübingen : A. Francke, 1998
  - L'Âme et l'intellect, vol. 3, Tübingen ; Basel : A. Francke, 2006, 461 p.  (ISBN 9783772080951)
- Les Vouivres dans le ciel de Nendaz : ethnographie du ciel et des astres, du temps, de la terre, des plantes et des animaux réels et fabuleux à Nendaz (VS), 2011, 749 p.  (ISBN 9783039192427)
- Assiettes valaisannes : nourritures d'hier et d'avant-hier, avec Isabelle Raboud-Schüle et Pierre Dubuis, éd. Monographic, coll. « Les cahiers de l'histoire locale », no 5, 1993  (ISBN 2883410259)

## Récompenses
- 1975 : prix de la Fondation divisionnaire F. K. Rünzi[5].